# 1463
| [ Edytuj tabelę ]                          | |
| Król Polski                                | - 1447 Kazimierz IV Jagiellończyk 1492 |
| Książę Albanii                             | - 1443 Skanderbeg 1468 - 1446 Lekë Dukagjini 1481 |
| Współksiążęta Andory                       | - 1461 Jaume de Cardona i Gandia 1466 - 1436 Gaston IV 1472 |
| Król Anglii                                | - 1461 Edward IV 1470 |
| Król Aragonii i Walencji, hrabia Barcelony | - 1458 Jan II Aragoński 1479 |
| Władca Azteków                             | - 1440 Montezuma I 1468 |
| Elektor Brandenburgii                      | - 1440 Fryderyk II Żelazny 1471 |
| Książę Bawarii-Landshut                    | - 1450 Ludwik IX Bogaty 1479 |
| Książę Bawarii-Monachium                   | - 1460 Jan IV 1463 - 1460 Zygmunt 1501 |
| Książę Burgundii                           | - 1419 Filip III Dobry 1467 |
| Sułtan Brunei                              | - 1433 Sulaiman 1473 |
| Cesarz Chin                                | - 1457 Zhu Qizhen 1464 |
| Król Cypru                                 | - 1458 Charlotta Cypryjska 1464 |
| Król Czech                                 | - 1458 Jerzy z Podiebradów 1471 |
| Król Danii                                 | - 1448 Chrystian I 1481 |
| Dalajlama                                  | - 1391 Gendun Drup 1474 |
| Władca Egiptu                              | - 1461 Chuszkadan 1467 |
| Cesarz Etiopii                             | - 1434 Zara Jaykob Konstantyn 1468 |
| Król Francji                               | - 1461 Ludwik XI 1483 |
| Król Gruzji                                | - 1446 Jerzy VIII 1465 |
| Hrabia Holandii                            | - 1433 Filip III Dobry (z Burgundii) 1467 |
| Władca Inków                               | - 1438 Pachacutec 1471 |
| Cesarz Japonii                             | - 1428 Go-Hanazono 1464 |
| Kalif                                      | - 1455 Al-Mustandżid 1479 |
| Król Kastylii i Leónu                      | - 1454 Henryk IV 1474 |
| Patriarcha Konstantynopola                 | - 1462 Gennadiusz II Scholar 1463 - 1463 Sofroniusz I Syropulos 1464 |
| Władca Korei                               | - 1455 Sejo 1468 |
| Wielki książę litewski                     | - 1440 Kazimierz IV Jagiellończyk 1492 |
| Cesarz Majapahitu                          | - 1456 Girishawardhana 1466 |
| Sułtan Maroka                              | - 1421 Abdulhak II 1465 |
| Książę Mediolanu                           | - 1450 Franciszek I 1466 |
| Senior Monako                              | - 1458 Lambert Grimaldi 1494 |
| Wielki książę moskiewski                   | - 1462 Iwan III Srogi 1505 |
| Król Nawarry                               | - 1441 Jan II Aragoński 1479 |
| Król Norwegii                              | - 1450 Chrystian I 1481 |
| Sułtan Omanu                               | - 1451 Umar ibn al-Chattab 1490 |
| Elektor Palatynatu                         | - 1449 Fryderyk I 1476 |
| Papież                                     | - 1458 Pius II 1464 |
| Król Portugalii                            | - 1438 Alfons V 1481 |
| Cesarz Rzymski (niemiecki)                 | - 1440 Fryderyk III Habsburg 1493 |
| Kapitanowie Regenci San Marino             | - 1462 Giacomo di Antonio Sammaritani Riccio di Andrea 1463 - 1463 Girolamo di Francesco Belluzzi Maurizio di Antonio 1463 - 1463 Cecco di Giovanni da Valle Pasquino di Antonio 1464 |
| Elektor Saksonii                           | - 1428 Fryderyk II Łagodny 1464 |
| Król Szkocji                               | - 1460 Jakub III 1488 |
| Król Szwecji                               | - 1457 Chrystian I Oldenburg 1464 |
| Król Tajlandii                             | - 1448 Borommatrailokkanat 1488 |
| Sułtan Turków                              | - 1451 Mehmed II Zdobywca 1481 |
| Doża Wenecji                               | - 1462 Cristoforo Moro 1467 |
| Król Węgier                                | - 1458 Maciej Korwin 1490 |
| Cesarz Wietnamu                            | - 1460 Lê Thánh Tông 1497 |
| Wielki mistrz zakonu krzyżackiego          | - 1450 Ludwig von Erlichshausen 1467 |

Rok 1463 / MCDLXIII
stulecia: XIV wiek ~
XV wiek ~
XVI wiek

lata: 1453 «
1458 «
1459 «
1460 «
1461 «
1462 «
1463
» 1464
» 1465
» 1466
» 1467
» 1468
» 1473

## Wydarzenia w Polsce
- 16 stycznia-28 stycznia – w Piotrkowie obradował sejm walny[1].
- 15 września – flota gdańsko-elbląska (25 okrętów) rozbiła w bitwie na Zalewie Wiślanym flotę krzyżacką (44 okręty) w czasie wojny trzynastoletniej.
- 15 października-3 listopada – w Piotrkowie obradował sejm walny[1].
- obradował Sejm Wielkiego Księstwa Litewskiego w Wilnie[2].

## Wydarzenia na świecie
- 5 stycznia – skazany na śmierć za rozbój paryski poeta i przestępca François Villon uzyskał, w wyniku apelacji, złagodzenie kary na dziesięcioletnie wygnanie z miasta; jest to ostatnia zachowana o nim wiadomość.
- 7 maja – pożar zniszczył Tuluzę.

## Urodzili się
- 17 stycznia – Fryderyk Mądry, książę saski i elektor Rzeszy Niemieckiej (zm. 1525)
- 24 lutego – Giovanni Pico della Mirandola, włoski filozof, uczony i pisarz (zm. 1494)
- 3 marca – Paula Gambara Costa, włoska tercjarka franciszkańska, błogosławiona katolicka (zm. 1515)
- 20 października – Alessandro Achillini, włoski filozof (zm. 1512)

- data dzienna nieznana:
  - Jan Latalski – prymas Polski (zm. 1540)
  - Małgorzata Lotaryńska, księżna Alençon, tercjarka franciszkańska, błogosławiona katolicka (zm. 1521)

## Zmarli
- 9 marca – Katarzyna z Bolonii, włoska klaryska, mistyczka, święta katolicka (ur. 1413)
- 24 marca – Prospero Colonna, włoski duchowny, kardynał (ur. ok. 1410)
- 1 listopada – Aleksy Skantarios Komnen, książę trapezuncki (ur. 1454)
- 1 listopada – Dawid II Wielki Komnen, ostatni cesarz Trapezuntu (ur. ?)
- 12 listopada – Dydak z Alkali, hiszpański franciszkanin, święty katolicki (ur. 1400)
- 18 listopada – Jan IV, książę Bawarii-Monachium (ur. 1437)
- 9 grudnia – Paweł z Zatora, polski duchowny katolicki, prawnik i kaznodzieja

- Data dzienna nieznana: 
  - Anna żagańska – córka Baltazara I żagańskiego (ur. 1460)
  - Maria Andegaweńska – królowa Francji (ur. 1404)
  - Flavio Biondo – włoski historyk, badacz architektury i sztuki Starożytnego Rzymu (ur. 1392)
  - Francesco II Crispo – szesnasty wenecki władca Księstwa Naksos (ur. ?)
  - Guglielmo II Crispo – piętnasty wenecki władca Księstwa Naksos (ur. 1390)
  - Elżbieta (I) Erykówna – córka Eryka II (ur. ?)
  - Otto II Jednooki – książę Brunszwiku-Getyngi (ur. ok. 1385)